# Лев Диакон
Лев Диа́кон (греч. Λέων ο Διάκονος, лат. Leo Diaconus; до 950, селение Калоя (ныне Келез) у истоков Каистра (Кучук-Мендерес), Малая Азия — ок. 1000) — византийский писатель, историк, принадлежал к придворным кругам. Главный его труд — «История», описывающая события 959—976 годов. Хорошая осведомлённость Льва Диакона в вопросах придворной жизни и политики того времени делает Льва Диакона ценным источником по истории Византии, Болгарии и Руси (балканские войны князя Святослава).

## Биография
Лев Диакон родился в сельской местности, в Калоэ на реке Каистр во Фракийской феме. Родители его не занимали видного положения, однако были достаточно состоятельны, чтобы обеспечить сыну учёбу в Константинополе. После окончания школы Лев не упоминает больше свою родину в «Истории».
В школе Лев изучал риторику, сохранились его упражнения, энкомий, сочинения, речи и панегирики, которые позже вошли в состав «Истории».
После обучения он выбрал путь религиозного служения, некоторое время находился при патриархе патриаршим диаконом. К 975—980 стал императорским придворным дьяконом. Он сопровождал императора Василия II в его походах, в 986 чуть не погиб в бою с болгарами. Около 996 года Лев Диакон выступает с речью (энкомий), прославляющей императора, текст которой дошёл до наших дней. После этого достоверная биография Льва Диакона, основанная на анализе его сочинений, оканчивается.
По поводу дальнейшей судьбы византийского историка существует три гипотезы.
- Согласно первой он скончался, что и помешало ему дополнить свой основной труд «История» правлением Василия II.
- Согласно второй — своей речью Лев Диакон выделился среди придворных и именно он является известным по переписке с Василием II Львом, которого император отправил с дипломатической миссией в Италию в 996—998 годах. Позже он возможно стал епископом Синады, но эта версия достаточно спорна. Её поддерживают такие учёные как К. Крумбахер, Г. Вартенберг, А. Грегуар и П. Оржельс.
- По третьей гипотезе Лев Диакон стал митрополитом Карийским, но она также несёт в себе ряд сложностей.

## «История»
«История» Льва Диакона в 10 книгах описывает события 959—976 годов, но содержит ряд экскурсов в прошлое и фактов из времен до 989—992 годов, когда, скорее всего, она и была составлена. Лев первый с VII века писал, подражая «Истории» Фукидида, и использовал классический язык. Также он основывался на поздних античных историках классического периода, особенно Агафия. В отличие от более ранних историков и ряда современников, Лев Диакон не был простым хронистом и компилятором, а старался дать событиям свою оценку и определить их причины и следствия, чему способствовал выбранный им жанр исторического повествования. Лев Диакон противопоставлял славные дни Никифора Фоки и Иоанна Цимисхия неудачному началу правления Василия II. Поэтому, вероятно, при его царствовании рукопись так и не вышла в свет, а её продолжение после 976 года сам автор счел преждевременным, ожидая скорого падения Василия в результате мятежей, чего так и не случилось.
П. О. Карышковский и А. П. Каждан утверждают, что помимо описания лично увиденных событий Лев также мог опираться на какие-либо официальные документы. Аргументом в пользу этого тезиса можно считать внесение записи в «Книгу церемоний» необычайно официозной версии вступления на престол Никифора Фоки. Также проводятся аналогии данных и дополняющих друг друга сообщений у Скилицы и Льва Диакона. Высокая осведомленность историка в агиографии говорит об использовании Львом житийной литературы.

## Публикации
- Лев Диакон. История / Пер. со среднегреч. М. М. Копыленко. — М.: Наука, 1988. — 240 с. — (Памятники исторической мысли). — ISBN 5-02-008918-4.